# 1859 Коваљевскаја
1859 Коваљевскаја (енгл. 1859 Kovalevskaya) је астероид са пречником од приближно 46,02 km.
Афел астероида је на удаљености од 3,539 астрономских јединица (АЈ) од Сунца, а перихел на 2,879 АЈ.
Ексцентрицитет орбите износи 0,102, инклинација (нагиб) орбите у односу на раван еклиптике 7,706 степени, а орбитални период износи 2100,529 дана (5,750 година).
Апсолутна магнитуда астероида је 10,20 а геометријски албедо 0,069.
Астероид је откривен 4. септембра 1972. године.